# Liberty TV
Liberty TV (prononcé Liberty Tivi) était une chaîne de télévision luxembourgeoise et européenne spécialisée dans le tourisme, diffusant ses programmes en France, en Belgique, aux Pays-Bas, au Luxembourg et par satellite sur l'ensemble de l'Europe et de l'Afrique du Nord.

## Historique
Liberty Channels a été créée en 2000 à l'initiative de l'homme d'affaires tunisien Lotfi Belhassine, fondateur et ancien dirigeant de Club Aquarius et de la compagnie aérienne Air Liberté.
Liberty Channels change de nom en 2003 et devient Liberty TV.
Son site internet (www.libertytv.com) propose toujours des offres complémentaires et des informations touristiques.
Le 11 mai 2013, la chaîne annonce, via une image fixe avec le logo de la chaîne : "Nous avons le regret de vous informer que la chaîne Liberty TV a interrompu ses programmes le 10 mai 2013. Nous vous remercions pour votre confiance et votre fidélité. À bientôt !".
Selon Lotfi Belhassime, le responsable de la chute du groupe Liberty TV SA est l'opérateur satellitaire Astra. Le résultat financier était positif au premier trimestre, mais avec la forte dette envers Astra, le groupe dépose le bilan. Toutes les activités, y compris celle de la chaîne, sont arrêtés le 10 mai 2013. L'opérateur satellitaire Astra a demandé la faillite du groupe Liberty TV SA auprès du Tribunal de Commerce le 14 mai 2013. En mai 2013 le groupe Your Travel (basé Waterloo) a repris le site www.libertytv.com. Le site wwww.libertytv.com a continué depuis ses activités de vente de voyage en ligne. 

### Identité visuelle (logo)

Logo de Liberty Channels de 2000 à 2003
Logo de Liberty TV depuis 2003

## Organisation

### Dirigeants
Président :
- Lotfi Belhassine

Vice-Président exécutif :
- Marc Gurnaud

Directeur Marketing et publicité :
- Kevin Hernandez

### Capital
Le capital de Liberty TV était de 29 150 000 euros détenu par Liberty Channels Management, Sofinova, Digital Ventures, Bernard Darty, Groupe Galeries Lafayette, Deficom, Trust Capital Partners, Banque Degroof et Lotfi Belhassine.

### Siège
Le siège de la société était basé à Ettelbruck au Luxembourg.
La chaîne possède aussi pour ses émissions des bureaux en Belgique au 184D, boulevard Léopold II, 1080 Bruxelles
Des agences de voyages de la société existent aussi en Belgique néerlandophone (Bruges) et en Tunisie.

### Audiences
L'audience potentielle de Liberty TV en Europe était de 4 480 000 téléspectateurs.
En France : 10 272 000
En Belgique : 5 400 000
Au Luxembourg : 230 000
Sans oublier une grande partie de l'Europe de l'Est et de l'Afrique du Nord grâce au free-to-air, ainsi que les Pays-Bas.

## Programmes
Liberty TV proposait des documentaires sur les pays et les destinations et la synthèse des offres de voyages disponibles sur le marché. Le contenu rédactionnel représentait 85 % du contenu de la chaîne qui consacrait 49 % de son antenne aux documentaires, 24 % aux magazines et talk-shows, 14 % au télé-achat & service, 11 % à l'information et 2 % aux jeux.
Informations touristiques
- Les coulisses du voyage : débats avec les principaux acteurs du monde du tourisme, présenté par la belge Valérie Delhaye.
- Carton rouge : des voyageurs mécontents racontent leurs mauvaises expériences.
- Livre de Bord : actualité des sorties littéraires présentée par Nicky et Brice Depasse avec des invités tels qu'Amélie Nothomb, Eric-Emmanuel Schmitt ou Philippe Geluck.
- Journal télévisé du tourisme : dernières news en matière de tourisme (crash d'avion, grève, nuage de cendres...)
- Liberty TV World Tour Club : présenté par Sandrine Henry

Divertissement et loisirs
- 3W : le présentateur belge Brice Cornet présente les nouveautés et meilleurs sites de la toile
- Bulle d'eau : Sophie de Baets parle du thermalisme et du bien-être
- Saveurs d'Espagne et Saveurs sans frontières
- Exccentriiicks
- Surf autour du monde
- Star People : magazine People qui se feuillette à la télé ( DB2M Productions)
- Pas si Bête ! : pastille animalière Grandeur Nature ( DB2M Productions)
- Week-end : un tour des capitales européennes

## Récompenses
- Nomination aux Hot Bird TV Awards 2000 pour la meilleure télévision thématique diffusée sur Eutelsat satellite.
- Jasmin d'Or du Ministère du Tourisme tunisien en 2002.

## Diffusion
En France, Liberty TV était diffusée par satellite sur Canalsat, Astra 19.2° (Free-to-Air), Hot Bird Eutelsat 13° (Free-to-Air), sur le câble (Numericable, Erenis, CitéFibre, Orange Câble), par ADSL et sur la télévision mobile (Orange Haut débit mobile, SFR Mobile Haut débit mobile, Bouygues Telecom TV Haut débit mobile).
En Belgique, Liberty TV était accessible par tous les opérateurs câble à Bruxelles dans les zones francophones et néerlandophones et dans 50 % de la Flandre. Grâce à cette vaste accessibilité en Belgique francophone et néerlandophone, Liberty TV a été désignée en 2005 comme premier média des voyageurs en Belgique.
La chaîne était aussi diffusée en direct sur Internet, en streaming dans sa version francophone et dans sa version néerlandaise.
Depuis le 10 mai 2013, la chaîne a cessé la diffusion de ses programmes sur Canalsat, sur la télévision IP et en streaming.

## Annexe